# Cristina Cortellini

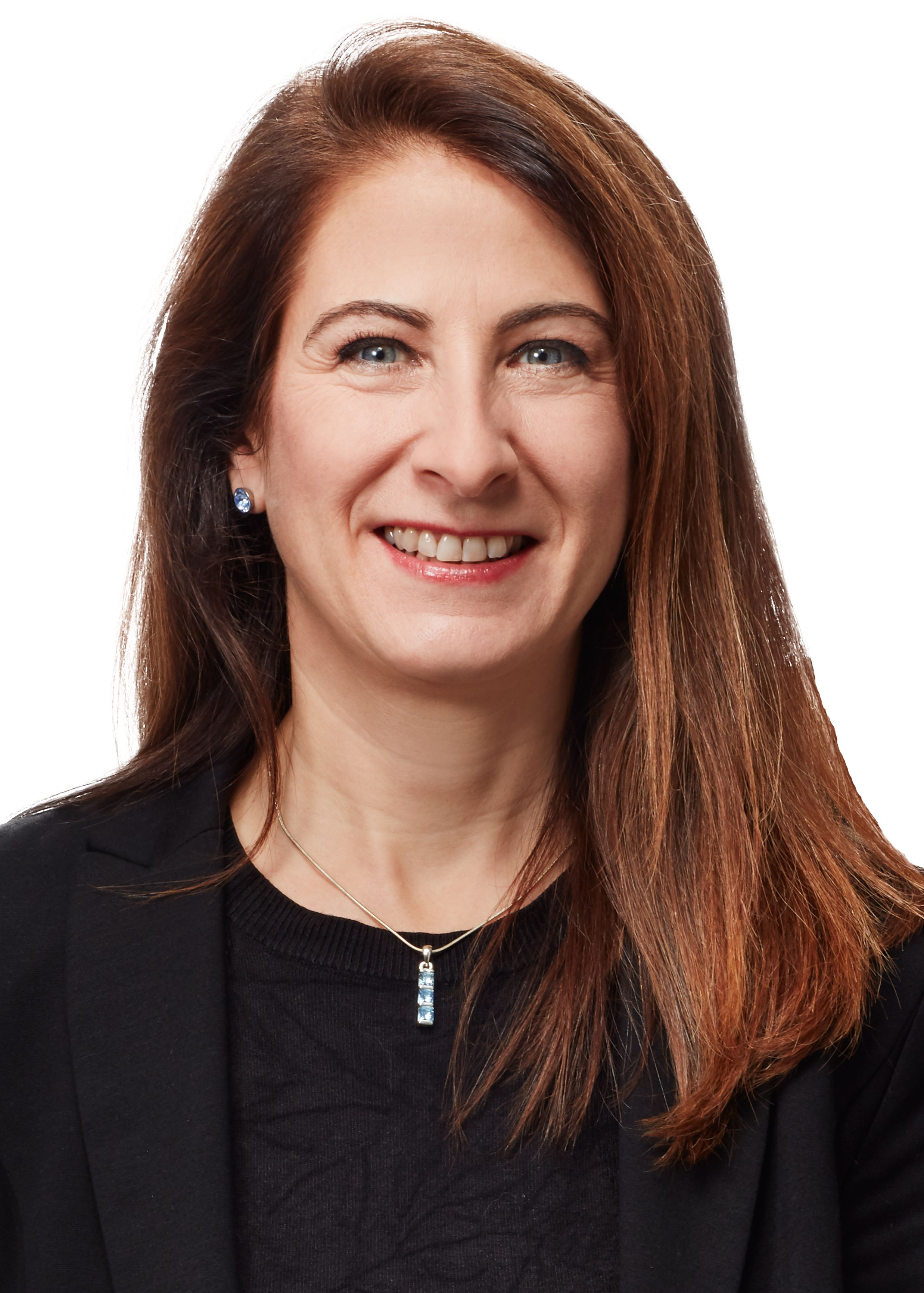
Cristina Cortellini (2021)

Cristina Chantal Cortellini (* 1972 in Zürich, Schweiz) ist eine Schweizer Politikerin (GLP) und italienisch-schweizerische Doppelbürgerin.

## Leben
Cortellini wurde in Zürich geboren, ihre Eltern stammen aus der Lombardia und Emilia-Romagna. 2019 wurde sie in den Zürcher Kantonsrat gewählt. Seit 2010 ist sie Exekutiv-Gemeinderätin in Dietlikon und Vorsteherin des Ressorts Infrastruktur und Unterhalt. Sie ist ausserdem im kantonalen Vorstand der grünliberalen und seit 2015 Präsidentin der GLP-Frauen Kanton Zürich.

## Beruflicher Werdegang
Cristina Cortellini  absolvierte eine kaufmännische Lehre bei der Allianz Gruppe und ist Betriebsökonomin FH. Nach ihrer Lehre war sie einige Jahre in der Versicherungsbranche tätig, unter anderem bei der Zurich und der Swiss Re. Berufsbegleitend erwarb sie den Fachausweis der Versicherungswirtschaft. Sie war beim Migros Genossenschafts-Bund für das Product-Management Haushalt Küche verantwortlich, wechselte dann zur Fairtrade Max Havelaar, wo sie als Marketing and Communications Manager tätig war. Danach war sie Geschäftsleitungsmitglied bei Akidemy GmbH und ist seit 2024 bei der Helvetas für Projektpartnerschaften & Philanthropie tätig.
Ausserdem war sie von 2007 bis 2017 Herausgeberin des online-Gastro-Führers www.gugusdada.com für kinderfreundliche Restaurants.

## Politische Laufbahn
Seit 2010 ist Cortellini Dietliker Exekutiv-Gemeinderätin und Vorsteherin des Ressorts Infrastruktur und Unterhalt (Tiefbau, Strassenwesen, Wasserversorgung, Siedlungsentwässerung, Energieversorgung, Telekommunikationsinfrastruktur via Glasfaser). Sie realisierte schweizweit das erste gemeindeeigene flächendeckende P2P-FTTH-Netz. Cortellini ist überdies Verwaltungsrätin der Abwasserreinigungsanlage ARA Neugut Dübendorf, Vorstandsmitglied der Gruppenwasserversorgung Lattenbuck sowie Vize-Präsidentin der Dietliker Baubehörde.
Politisch beheimatet ist Cortellini nebst bei der Grünliberalen Partei auch bei der Vereinigung "Bevölkerung von Dietlikon" BVD, eine Plattform für Meinungsbildung auf Dietliker Gemeindeebene.
2019 wurde Cortellini in den Zürcher Kantonsrat gewählt, wo sie auch Mitglied der Kommission für Wirtschaft und Abgaben WAK ist. 2021 wurde Cortellini in die Spezialkommission „Innovationspark – Gebietsentwicklung Flugplatz Dübendorf“ als deren Vize-Präsidentin gewählt. 2023 wurde Cristina Cortellini bei den Kantonsratswahlen auf Platz 1 bestätigt.
Bei den Nationalratswahlen 2019 erhielt Cristina Cortellini gut 47.000 Stimmen und rückte 6 Plätze vor. 2023 wurde sie zur Nationalratskandidatin auf Platz 8 nominiert und konnte bei den Wahlen über 44.000 Stimmen erzielen.
Cortellini ist ausserdem im kantonalen Vorstand der grünliberalen und seit 2015 Präsidentin der GLP-Frauen Kanton Zürich.
Gemäss ihrer Homepage setzt sie sich für ein für Chancengerechtigkeit für alle, unabhängig von Herkunft, Geschlecht oder sexueller Orientierung. Ausserdem erachtet sie bevölkerungsnahe, wirtschaftsfreundliche und dennoch nachhaltige Rahmenbedingungen als wichtig – sei es  für Innovation und Start-ups sowie insbesondere für eine rasche Realisierung des Zürcher Innovationsparks auf dem Flugfeld Dübendorf mit Werkflugplatz. Überdies plädiert sie für eine bevölkerungs- und landschaftsverträgliche Umsetzung von Infrastrukturprojekten; wie beispielsweise für eine streckenweise Unterführung des generationenübergreifenden Eisenbahnprojektes Brüttener-Tunnellinie.

## Engagement
Seit 2009 ist Cortellini Präsidentin des Fördervereins FS „Fulminante Sepsis im Kindesalter“ zu Gunsten des Projektes des Kinderspitals Zürich. Zudem ist sie Gründungsmitglied und Jugend-Delegierte des Lions Club Zürich-Airport, wo sie in den Jahren 2009/2010 als Präsidentin fungierte.